# Teuthowenia pellucida
Teuthowenia pellucida är en bläckfiskart som först beskrevs av Chun 1910.  Teuthowenia pellucida ingår i släktet Teuthowenia och familjen Cranchiidae. Inga underarter finns listade i Catalogue of Life.